# Koalicja KO-PSL-PL2050-NL

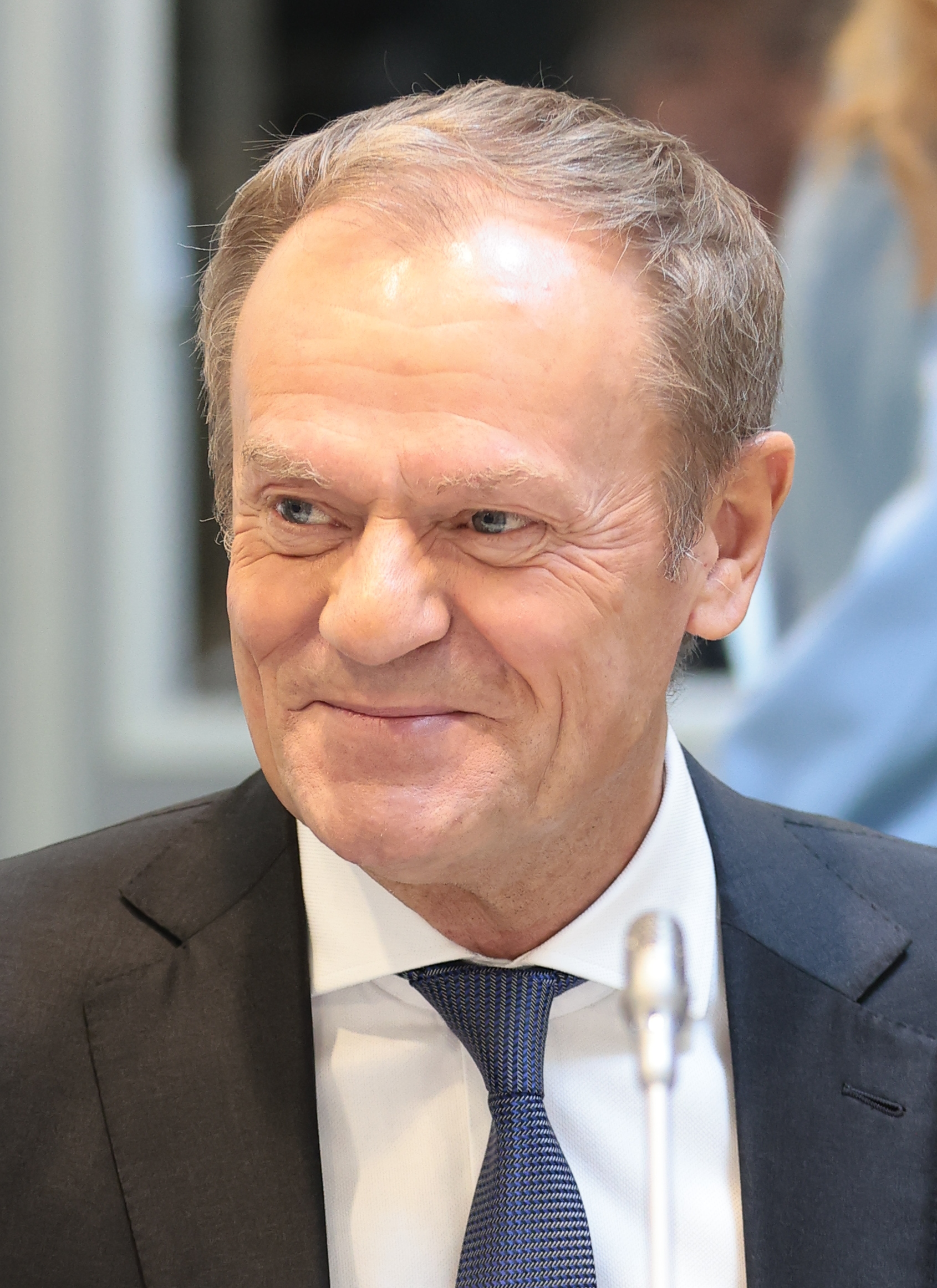
Premier Donald Tusk

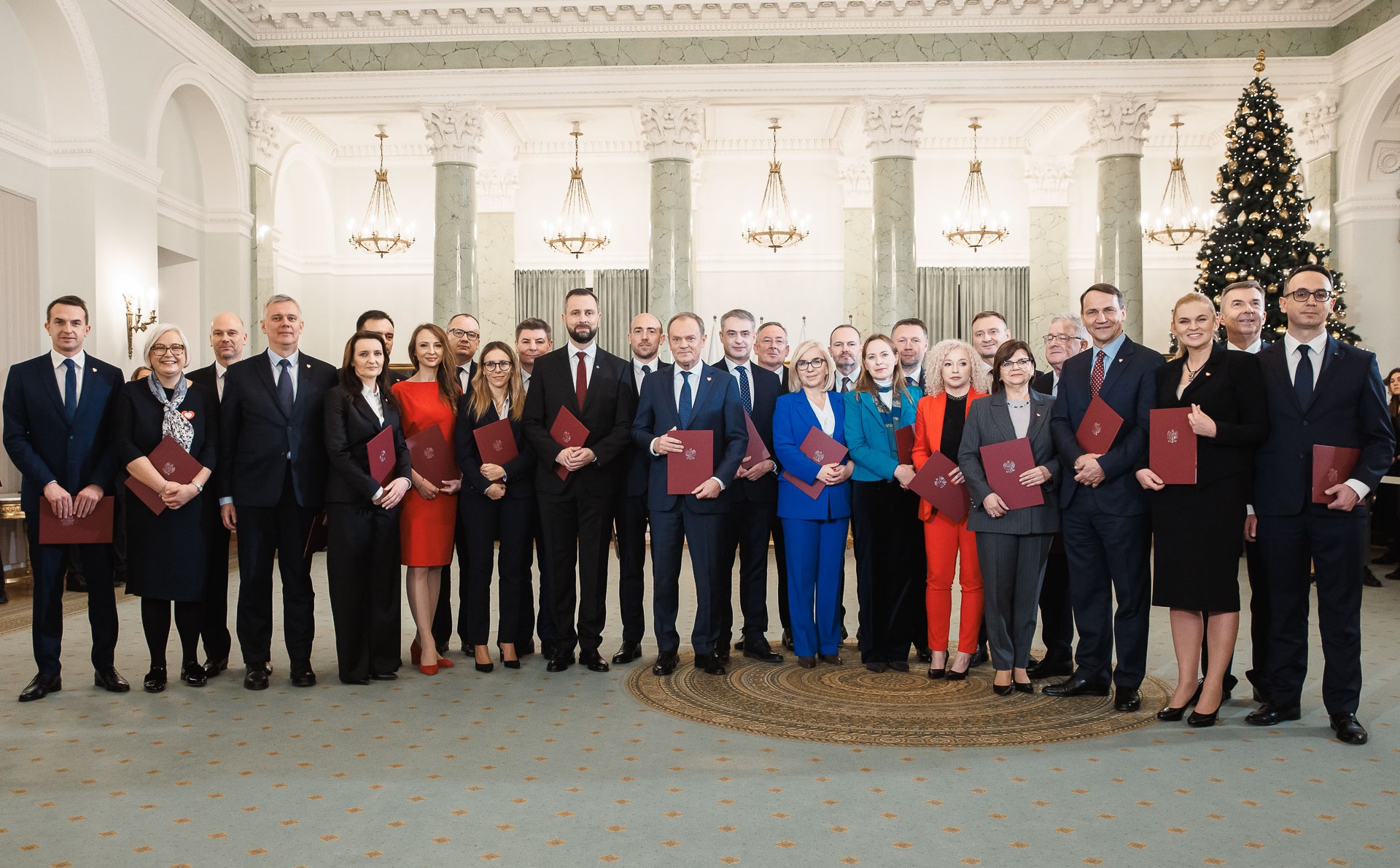
Członkowie trzeciego rządu Donalda Tuska

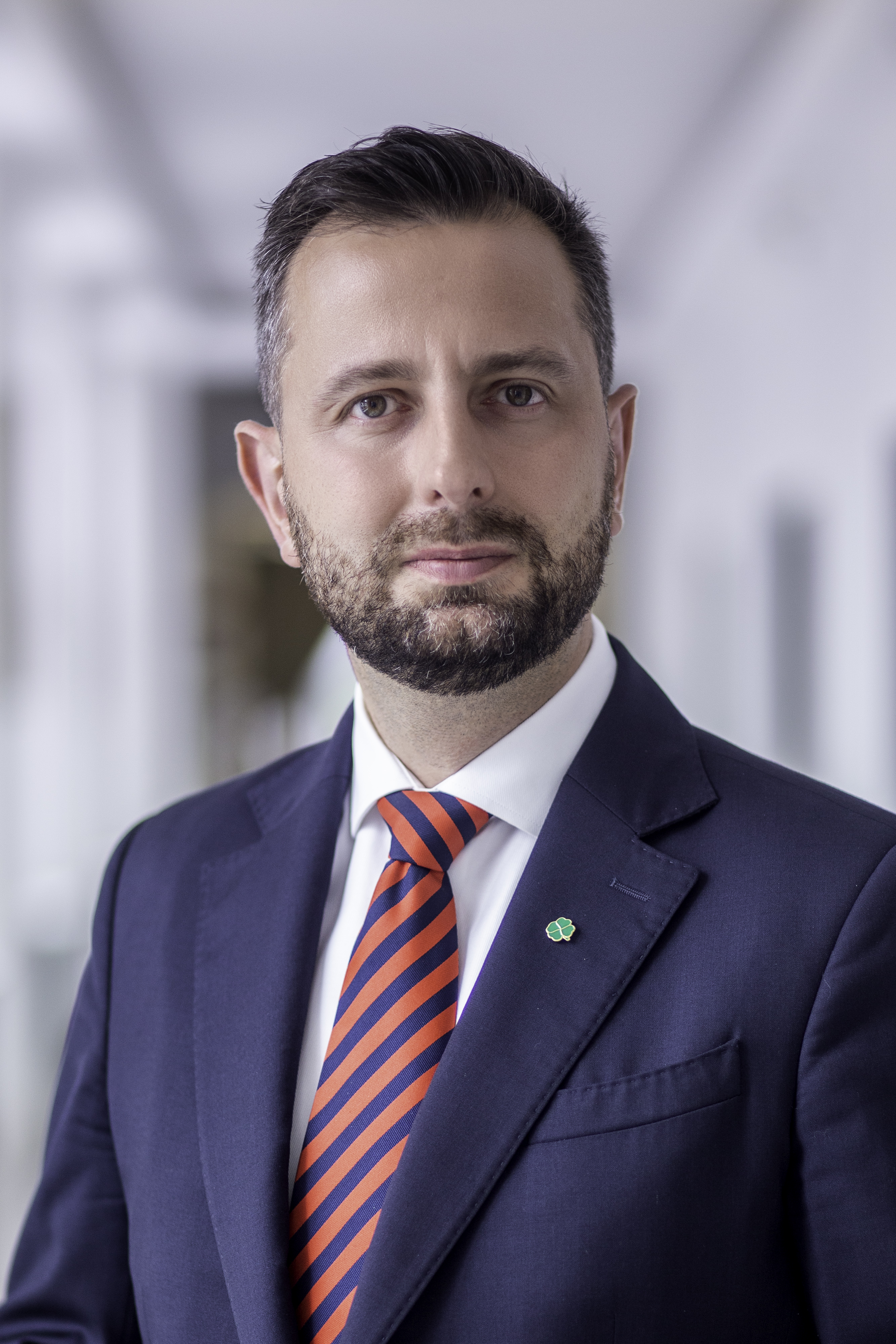
Wicepremier Władysław Kosiniak-Kamysz

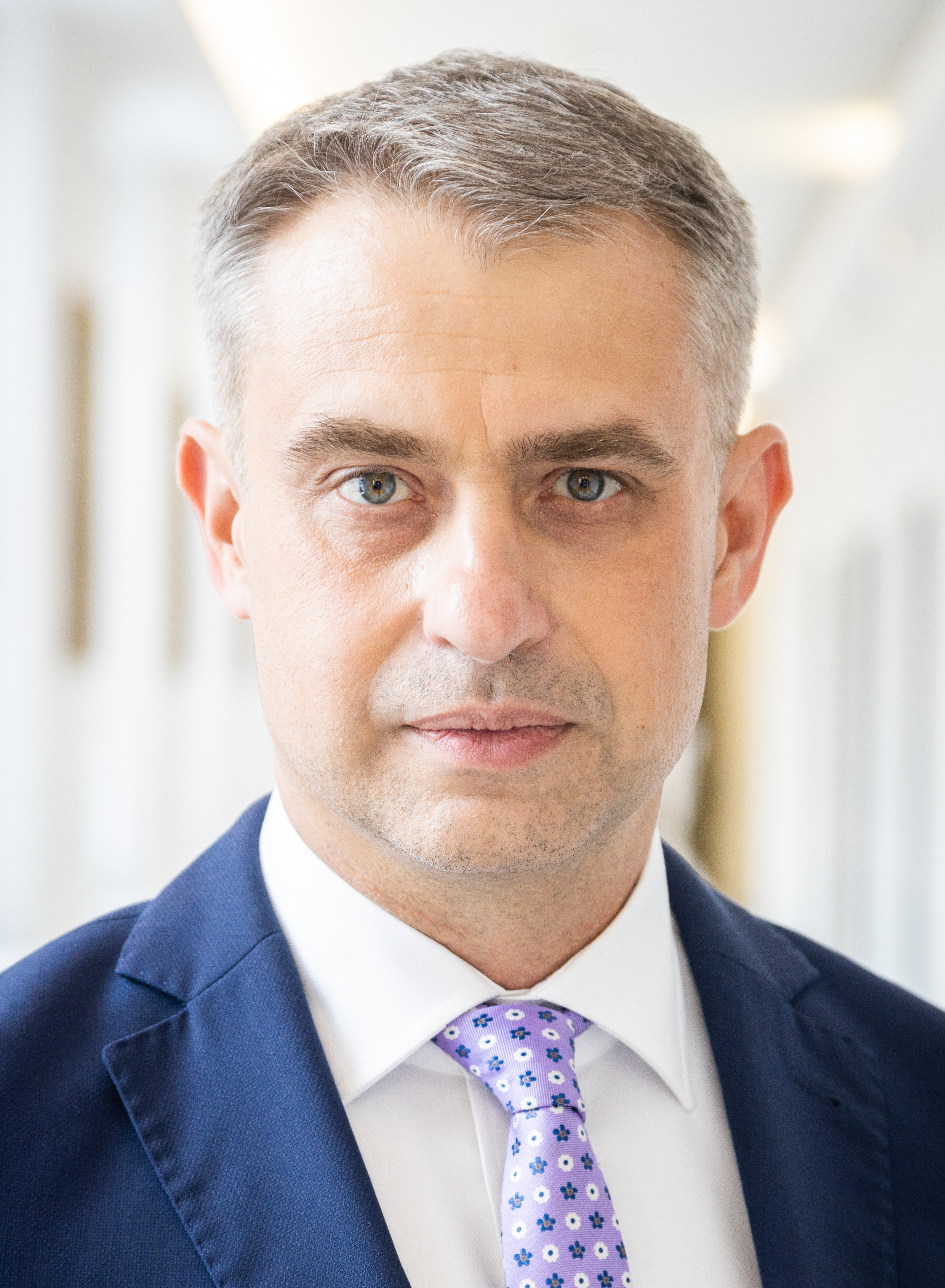
Wicepremier Krzysztof Gawkowski

Koalicja KO-PSL-PL2050-NL, Koalicja KO-TD-NL (popularyzowana nazwa: Koalicja 15 października) – polska koalicja rządowa Koalicji Obywatelskiej (Platforma Obywatelska, Inicjatywa Polska, Nowoczesna, Zieloni), Polski 2050, Polskiego Stronnictwa Ludowego (PSL i Polska 2050 w czasie wyborów współtworzyły Trzecią Drogę) i Nowej Lewicy. Umowa koalicyjna pomiędzy ugrupowaniami tworzącymi rząd została podpisana 10 listopada 2023 roku, zaś popierany przez koalicję trzeci rząd Donalda Tuska został zaprzysiężony przez prezydenta 13 grudnia 2023 roku.
Ugrupowania tworzące koalicję reprezentują szerokie spektrum poglądów – w jej skład wchodzą partie prezentujące poglądy od lewicowych po centroprawicowe. Koalicja dysponuje w Sejmie X kadencji 242 mandatami, a także jest wspierana przez posła niezależnego Adama Gomołę, który w czasie wyborów parlamentarnych startował z listy Trzeciej Drogi.

## Historia
Przed wyborami parlamentarnymi w 2023 roku część polityków ówczesnej opozycji (w tym m.in. Donald Tusk) apelowała, aby Koalicja Obywatelska, Polska 2050, Polskie Stronnictwo Ludowe oraz Nowa Lewica stworzyły jedną listę do Sejmu. Ostatecznie ugrupowania te wystartowały w wyborach parlamentarnych w trzech blokach – Polska 2050 i Polskie Stronnictwo Ludowe utworzyły koalicję polityczną o nazwie Trzecia Droga. W wyborach do Senatu ugrupowania postępowały zgodnie z zawartym paktem senackim, w myśl którego podmioty biorące w nim udział nie wystawiały przeciwko sobie kandydatów w jednomandatowych okręgach wyborczych.
W wyborach parlamentarnych Koalicja Obywatelska, Trzecia Droga oraz Nowa Lewica uzyskały łącznie 248 mandatów w Sejmie, zaś kandydaci paktu senackiego zdobyli 66 mandatów w Senacie. Nowym marszałkiem Sejmu został Szymon Hołownia (Polska 2050), a marszałkiem Senatu Małgorzata Kidawa-Błońska (Platforma Obywatelska).
Zarówno Prawo i Sprawiedliwość, jak i koalicja złożona z Koalicji Obywatelskiej, Trzeciej Drogi oraz Lewicy przekazały prezydentowi informację o dysponowaniu niezbędną większością 231 głosów niezbędnych do uzyskania wotum zaufania. Kandydatami na stanowisko Prezesa Rady Ministrów byli odpowiednio Mateusz Morawiecki (dotychczasowy premier z PiS) oraz Donald Tusk (przewodniczący Platformy Obywatelskiej, premier koalicji PO-PSL w latach 2007–2014). 6 listopada 2023 w orędziu Andrzej Duda ogłosił, że powoła na stanowisko premiera Mateusza Morawieckiego. Oficjalnie desygnował go na to stanowisko 13 listopada 2023, w dniu pierwszego posiedzenia Sejmu X kadencji, po wcześniejszym przyjęciu rezygnacji drugiego rządu Mateusza Morawieckiego. Decyzja prezydenta spotkała się z krytyką wielu polityków, publicystów i politologów.
Umowa koalicyjna pomiędzy Koalicją Obywatelską, Polską 2050, Polskim Stronnictwem Ludowym i Nową Lewicą została podpisana 10 listopada 2023 roku. 11 grudnia 2023 roku trzeci rząd Mateusza Morawieckiego nie uzyskał w Sejmie wotum zaufania. Następnie Sejm RP wybrał Donalda Tuska na stanowisko Prezesa Rady Ministrów. 12 grudnia 2023 Sejm wybrał proponowanych przez niego członków Rady Ministrów w głosowaniu łącznym. Za tą decyzją głosowało 248 posłów. Trzeci rząd Donalda Tuska został zaprzysiężony przez prezydenta 13 grudnia 2023 roku.

### Wybory samorządowe w 2024
Przed wyborami samorządowymi w 2024 roku część polityków koalicji rządzącej (w tym m.in. Donald Tusk) apelowała, aby Koalicja Obywatelska, Polska 2050, Polskie Stronnictwo Ludowe oraz Lewica stworzyły jedną listę na wybory samorządowe. Początkowo miały powstać dwie listy
Koalicja KO-L oraz PL2050-PSL. Ostatecznie ugrupowania te wystartowały w wyborach samorządowych w trzech blokach w takiej samej konfiguracji jak w wyborach parlamentarnych. Współpraca kontynuowana była po wyborach, w których koalicja zdobyła większość w 12 sejmikach na 16 możliwych.

## Inne nazwy koalicji
W wygłoszonym przez siebie exposé Donald Tusk określał koalicję KO-PSL-PL2050-NL mianem koalicji 15 października nawiązującą do daty zwycięskich wyborów, co stało się jej nieoficjalną nazwą, popularyzowaną przez polityków obozu rządowego oraz część mediów. Politycy Prawa i Sprawiedliwości oraz część mediów prawicowych określili koalicję mianem koalicji 13 grudnia. Nazwa nawiązywała do daty powołania rządu przez prezydenta Andrzeja Dudę 13 grudnia 2023 oraz była aluzją do 42. rocznicy wprowadzenia stanu wojennego w Polsce 13 grudnia 1981 przez gen. Wojciecha Jaruzelskiego. Posłowie partii Prawo i Sprawiedliwość stosują również nazwę koalicja ośmiu gwiazdek, będącą nawiązaniem do ocenzurowanej wersji wulgarnego hasła obrażającego partię stosowanego przez wielu przeciwników PiS, popularnego w szczególności w czasie protestów Ogólnopolskiego Strajku Kobiet. Politolog i historyk prof. Antoni Dudek nazwał koalicję mianem koalicji kordonowej mającą być w zamierzeniu jej twórców kordonem wokół partii Prawo i Sprawiedliwość, choć używał też określenia koalicja kolorowa ze względu na dużą liczbę partii politycznych tworzącą koalicję. Wiadomości TVP użyły natomiast w momencie powstania trzeciego rządu Donalda Tuska określenia koalicja Tuska nawiązującego do nazwiska premiera koalicyjnego rządu Donalda Tuska. Przed przejęciem władzy przez koalicję jej zwolennicy określali ją również mianem opozycji demokratycznej.

## Postulaty koalicji

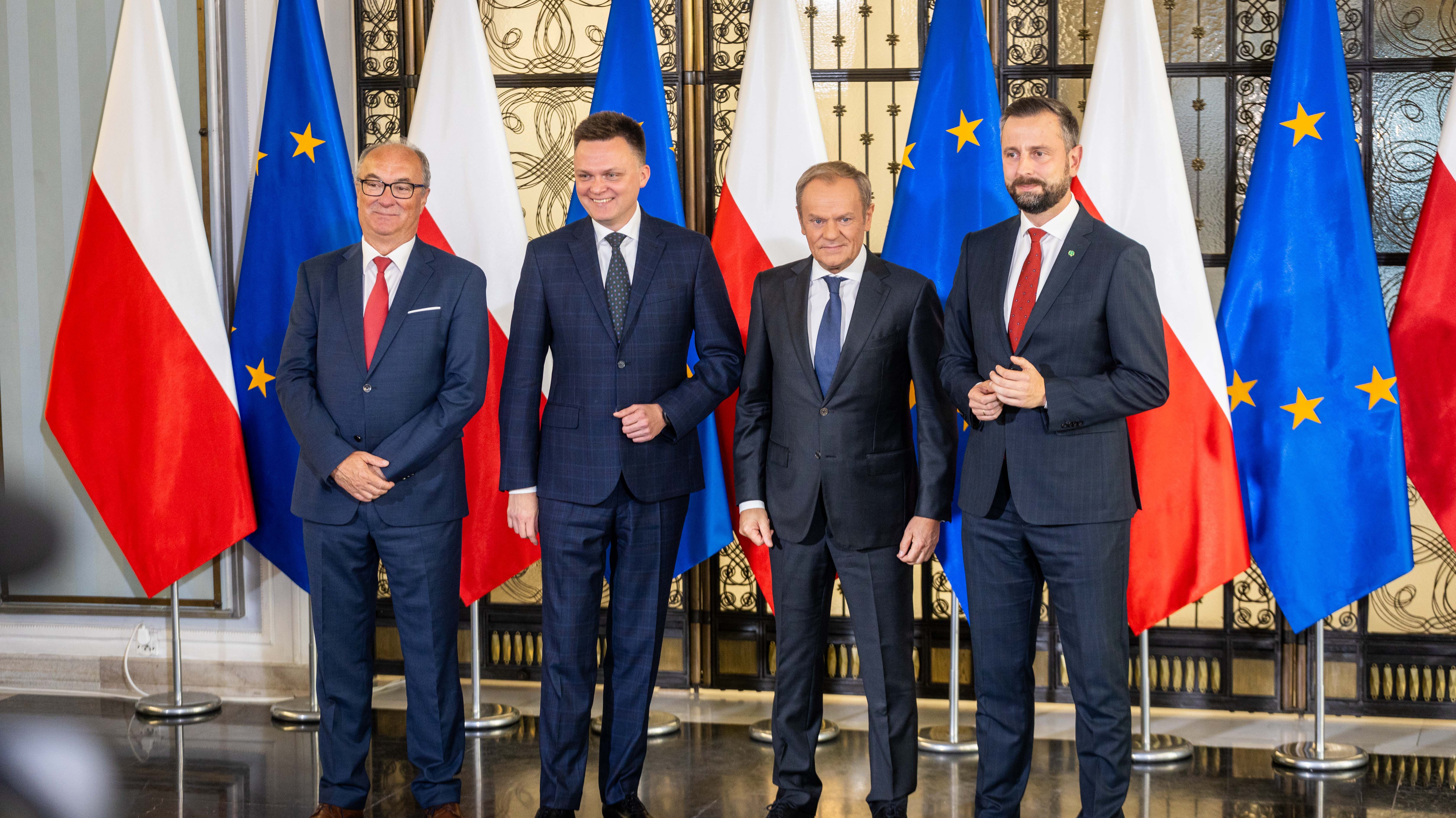
Liderzy koalicji

Podpisana przez ugrupowania tworzące koalicję 10 listopada 2023 roku umowa koalicyjna zakłada m.in.:
- podwyżki dla sfery budżetowej, w tym nauczycieli
- zwiększenie wydatków na służbę zdrowia
- uproszczenie podatków
- jawność finansów publicznych
- przywrócenie korzystnych warunków do rozwoju działalności gospodarczej
- odpolitycznienie spółek Skarbu Państwa
- uzupełnienie świadczeń społecznych
- stworzenia warunków dla istotnego przyspieszenia tempa oddawania nowych mieszkań
- likwidację Centralnego Biura Antykorupcyjnego
- odblokowanie środków z Krajowego Planu Odbudowy
- przywrócenie niezależności i apolityczności prokuratury oraz apolitycznego i konstytucyjnego kształtu Krajowej Rady Sądownictwa i Sądu Najwyższego
- odpolitycznienie, przywrócenie autonomii uczelni oraz wyższy poziom finansowania
- zwiększenie udziału odnawialnych źródeł energii w produkcji energii elektrycznej
- poprawa poziomu ochrony polskich lasów, rzek i powietrza
- większy udział samorządów w podatku PIT
- wzmocnienie praw kobiet i unieważnienie wyroku Trybunału Konstytucyjnego w sprawie aborcji z dnia 22 października 2020 roku
- rozliczenie rządów Zjednoczonej Prawicy – rozliczenie osób odpowiedzialnych za usiłowanie bezprawnej zmiany ustroju państwa oraz za naruszenia konstytucji, ustaw i praworządności, a także za upartyjnienie instytucji publicznych, za sprzeniewierzenie pieniędzy publicznych i za ich bezprawne, niecelowe i niegospodarne wydatkowania oraz stworzenie komisji śledczych w obszarach wymagających szczegółowego i transparentnego zbadania
- postawienie przed sądami i prokuraturą osób winnych przekroczenia uprawnień i niedopełnienia obowiązków przez urzędników i innych funkcjonariuszy publicznych, a także nakłaniania do takiego działania, sprzeniewierzenia środków publicznych na cele partyjne i osobiste, nepotyzmu w instytucjach publicznych i w spółkach Skarbu Państwa oraz korupcji politycznej, w tym powoływania się na wpływy, zorganizowanego systemu siania nienawiści w mediach rządowych i w innych środkach masowej komunikacji, skierowanego przeciwko obywatelom, działaczom opozycji i organizacji pozarządowych, wykorzystywania środków i instytucji publicznych, takich jak media i spółki Skarbu Państwa, do wpływania na decyzje wyborcze społeczeństwa, fałszerstw dokumentów i fałszerstw urzędniczych.

## Przedstawiciele poszczególnych partii tworzących koalicję wtrzecim rządzie Donalda Tuska[40][41]

### Koalicja Obywatelska

#### Platforma Obywatelska
- Donald Tusk – premier
- Borys Budka – minister aktywów państwowych (do maja 2024)
- Andrzej Domański – minister finansów, minister finansów i gospodarki
- Jan Grabiec – minister-członek Rady Ministrów
- Marcin Kierwiński – minister spraw wewnętrznych i administracji (do maja 2024 i ponownie od lipca 2025)
- Izabela Leszczyna – minister zdrowia (do lipca 2025)
- Sławomir Nitras – minister sportu i turystyki (do lipca 2025)
- Marzena Okła-Drewnowicz – minister do spraw polityki senioralnej (do lipca 2025)
- Tomasz Siemoniak – minister-członek Rady Ministrów, minister spraw wewnętrznych i administracji (od maja 2024 do lipca 2025)
- Bartłomiej Sienkiewicz – minister kultury i dziedzictwa narodowego (do maja 2024)
- Radosław Sikorski – minister spraw zagranicznych, wicepremier (wicepremier.od lipca 2025)
- Jakub Rutnicki – minister sportu i turystyki

#### Nowoczesna
- Adam Szłapka – minister do spraw Unii Europejskiej (do lipca 2025)

#### Inicjatywa Polska
- Barbara Nowacka – minister edukacji

### Trzecia Droga

#### Polskie Stronnictwo Ludowe
- Władysław Kosiniak-Kamysz – wicepremier i minister obrony narodowej
- Krzysztof Hetman – minister rozwoju i technologii (do maja 2024)
- Dariusz Klimczak – minister infrastruktury
- Czesław Siekierski – minister rolnictwa i rozwoju wsi (do lipca 2025)
- Krzysztof Paszyk – minister rozwoju i technologii (od maja 2024 do lipca 2025)
- Stefan Krajewski – minister rolnictwa i rozwoju wsi (od lipca 2025)
- Miłosz Motyka – minister energii (od lipca 2025)

#### Polska 2050
- Agnieszka Buczyńska – minister do spraw społeczeństwa obywatelskiego (do października 2024)
- Paulina Hennig-Kloska – minister klimatu i środowiska
- Adriana Porowska – minister do spraw społeczeństwa obywatelskiego (od października 2024)
- Katarzyna Pełczyńska-Nałęcz – minister funduszy i polityki regionalnej
- Marta Cienkowska – minister kultury i dziedzictwa narodowego (od lipca 2025)

### Nowa Lewica
- Krzysztof Gawkowski – wicepremier i minister cyfryzacji
- Agnieszka Dziemianowicz-Bąk – minister rodziny, pracy i polityki społecznej
- Katarzyna Kotula – minister do spraw równości (do lipca 2025)
- Dariusz Wieczorek – minister nauki (do stycznia 2025)
- Marcin Kulasek – minister nauki i szkolnictwa wyższego (od stycznia 2025)